# Arturo Souto

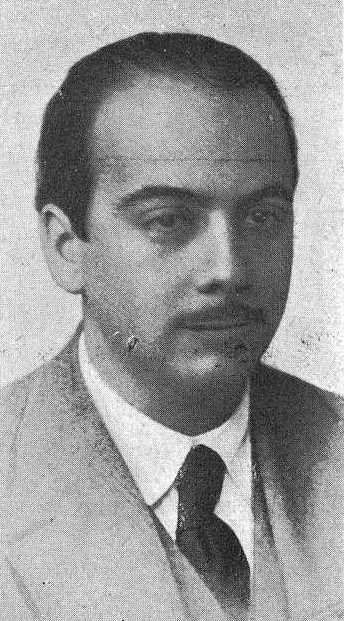
Arturo Souto

Arturo Souto Feijoo, (Pontevedra, Galiza, 1902 - México, 1964), pintor galego. 
Órfão de mãe aos três anos, viveu a juventude ligado à afeição de pintor e à profissão de juiz de seu pai. Isto fez com que morasse em diversos lugares da Espanha onde foi adquirindo a sua formação (Escola de Artes e Ofícios de Sevilha e na de São Fernando, Madrid, onde coincidiu com Salvador Dalí). As esttadias estivais da família na Galiza permitiram que o jovem Arturo tivesse contacto com a paisagem e a realidade social galegas mas também com a efervescência artística que a primeira geração nacionalista estava a produzir na Galiza.
Embora a sua obra alcançasse uma grande projecção tanto a nível estatal como internacional, Souto forma parte do grupo de pintores galegos denominados “renovadores” ou “novecentistas” (Maside, Torres, Virxilio Blanco, Colmeiro...) continuadores dos grandes artistas da Geração “Nós” (Castelao e Asorey), se bem que ele destaque no grupo pelo seu virtuosismo técnico.
Começa a expor em 1925, ano em que também assina, com artistas e intelectuais espanhóis o “Manifiesto de los Ibéricos” en que se critica o conservadorismo artístico da cultura oficial espanhola.
Em 1926 viaja a Paris a onde volta em 1928 com uma bolsa da Deputação de Pontevedra. Nesta época realiza múltiples desenhos em papel, de sensibilidade romântica e boémia, que reflectem a vida mundana e marginal, tema pelo qual sentiria sempre uma especial predilecção.
De volta à Espanha continua a expor e experimenta novas técnicas: pastel, gouache, aguarela e óleo, de esteticismo dandi e certo decadentismo.
Mantém o contacto com o mundo artístico galego e por mediação do médico e poeta Pimentel elabora seis magníficos paineis para o Círculo das Artes de Lugo.
Identifica-se ideologicamente com a II República (1931) e quando se produz a sublevação fascista e começa Guerra da Espanha (1936) colabora de forma muito activa na propaganda republicana com cartazes e desenhos, ilustrações para livros e obras colectivas. Reside nessa altura em Valencia até se exilar em Novembro de 1937, primeiro a Bélgica, depois a Paris, Havana, Estados Unidos e por fim México, onde ficará por vinte anos, desfrutando de uma gozosa tranquilidade.
Neste país teve um notório reconhecimento nas múltiples exposições que realizou de óleos e obra gráfica. Também partilhou actividades com os exilados galegos em América. Podemos pôr em destaque a sua colaboração no desenho das capas e ilustrações da revista “Vieiros”.
No ano 1962 volta à Galiza com cinquenta obras que expõe en Vigo com pouco reconhecimento, experimentando uma frustração semellante à de outros escritores e artistas exilados (Rafael Dieste, Lorenzo Varela, Blanco Amor...). O esquecimento tinha caído sobre eles. Continua expondo em Madrid, Bilbau, Compostela...
Em 1964 viaja ao México onde morre de maneira repentina.